# 第15特務旅団 (ウクライナ国家親衛隊)
第15特務旅団（だい15とくむりょだん、ウクライナ語: 15-та бригада оперативного призначення）は、ウクライナ国家親衛隊の旅団。第1軍団隷下。カラ＝ダグ旅団とも。

## 概要

### ウクライナ国内軍

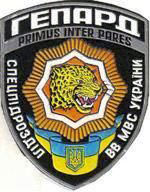
ウクライナ国内軍第9特務連隊章

1994年6月1日、ウクライナ国内軍の第9特務連隊チーター（ウクライナ語: 9-й полк спеціального призначення ВВ «Гепард»）としてザポリージャ州で創設された。

### ドンバス戦争

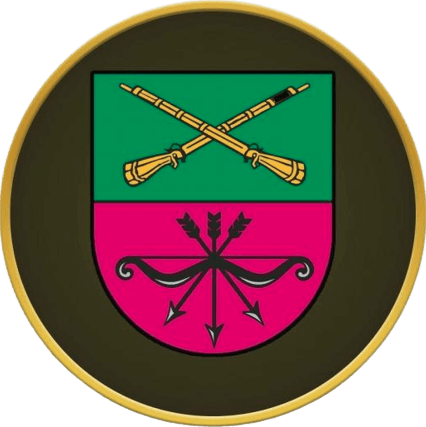
第9特務連隊章

2014年3月、ウクライナ国内軍の廃止で創設されたウクライナ国家親衛隊に編入した。
2014年7月、ドンバス戦争で東部ドネツィク州に配備され、防空中隊のイーホル・ユヒメツ中隊長が戦死した。
2020年3月25日、ウォロディミル・ゼレンスキー大統領より、名誉称号「ボフダン・ザヴァダ」を授与された。

### ロシアのウクライナ侵攻

#### 南部・ザポリージャ戦線

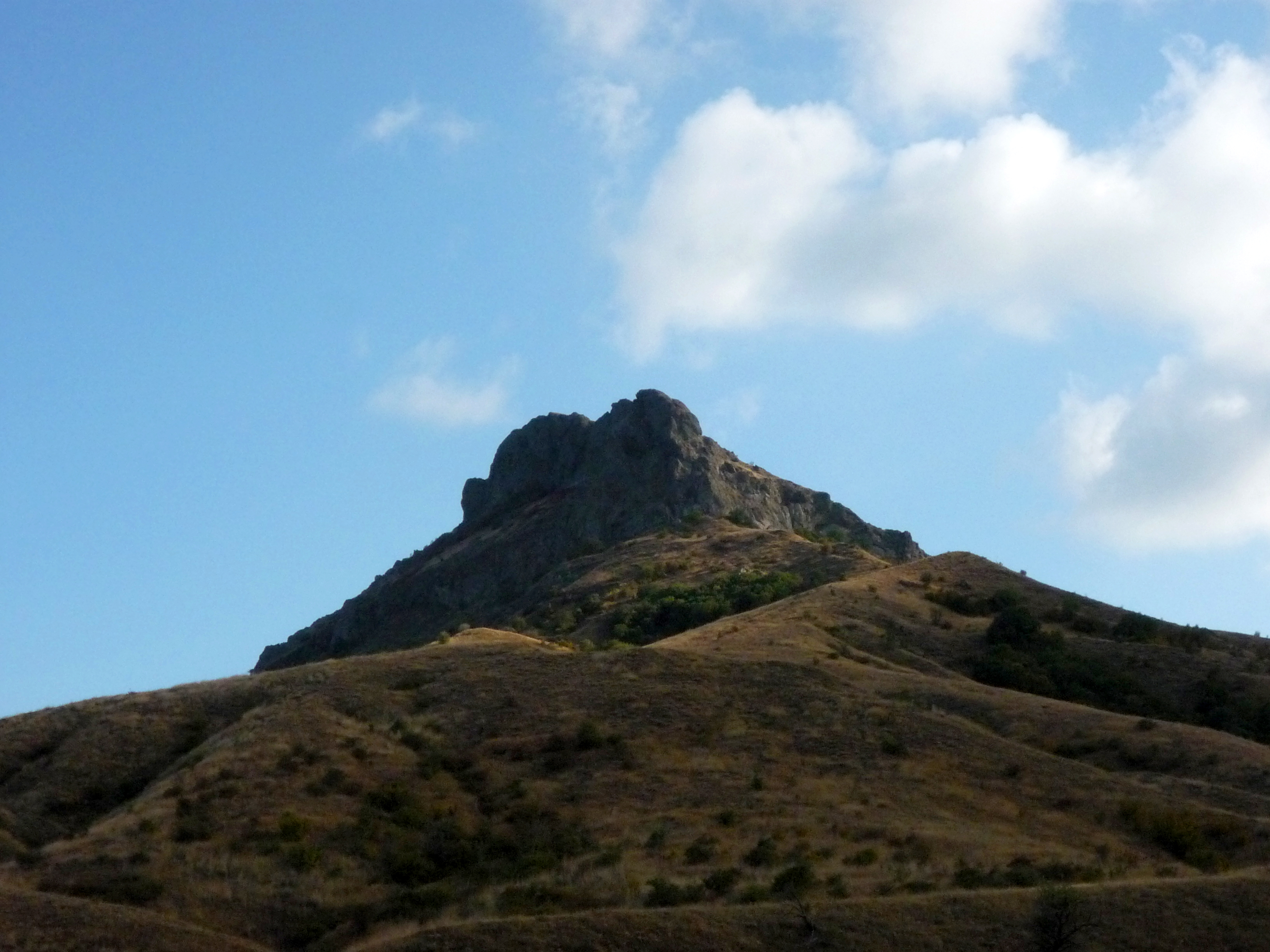
カラ＝ダグ山

2022年2月24日、ロシアのウクライナ侵攻で南部ザポリージャ州メリトポリ地区に配備された。メリトポリ市を第23独立治安防護旅団、第110独立領土防衛旅団、第59独立自動車化歩兵旅団隷下の第9独立自動車化歩兵大隊と共に防御する計画だったが第110旅団は不手際で装備が用意できずに不参加となり、第9大隊はロシア軍に包囲されて現着できなかったため、ロシア軍の25個大隊戦術群に対して第23旅団との2個大隊で防御したが、メリトポリは陥落した。以後もロシア軍の攻勢でトクマク、ヴァシリウカが陥落し、ザポリージャ方面で撃退した。
2022年10月27日、ウォロディミル・ゼレンスキー大統領より、勇気と勇敢さに対する栄誉賞を授与された。
2023年1月、部隊増強に伴い、第15特務旅団に改編された。
2023年7月、南部ザポリージャ州ポロヒー地区に再配置され、ロボティネ方面に展開した。

#### 東部・ポクロウシク戦線
2024年9月、激戦地の東部ドネツィク州ポクロウシク地区に再配置され、友軍の救援で第93独立機械化旅団、アゾフ旅団と共にポクロウシク方面を防御した。

#### 東部・スヴァトヴェ-クレミンナ戦線
2025年3月、北東部ハルキウ州クプヤンシク地区に再配置され、友軍の救援でクプヤンシク方面に展開した。

## 編制
- 旅団司令部（ザポリージャ）
- 第1特務大隊
- 第2特務大隊
- 第3特務大隊
- 第4特務大隊
- 第5特務大隊
- 第6特務大隊

- 砲兵大隊
- 防空大隊
- 支援大隊
- 戦車中隊
- 偵察中隊
- 無人システム大隊 ホールツィツャの幽霊